# 織田達定
織田 達定（おだ たつさだ/みちさだ）は、室町時代後期から戦国時代にかけての武将。尾張国下四郡守護代。通称は五郎。官位は大和守。清洲城主。

## 略歴
織田寛定の子として誕生した。
継承時期については不明であるが、先代（叔父とされる）織田寛村の名が文献から途絶え、文亀3年（1503年）、清洲に勢力を持つ守護代として妙興寺に政札を出していることから、この頃に「大和守家」（清洲織田氏）を継いだと思われる。 また一説に嫡流「伊勢守家」（岩倉織田氏）の当主にもなった説もある。
初名については不明だが、後に尾張守護・斯波義寛の跡を継いだその子義達の一字「達」の偏諱を受け、達定と名乗った推定される。文明14年（1482年）、斯波義寛に従軍し、近江国へ出陣したという。
永正10年（1513年）、義寛の跡を継いだ守護・斯波義達に対して反乱を起こすが敗れて自害する（遠江国遠征を巡って対立があったといわれている）。達定に代わり、一説に弟でその養子とされる達勝が新たな守護代となる。没年月日について『定光寺年代記』では4月14日、『東寺過去帳』には5月5日とあり、諸説ある。